# Celda caliente

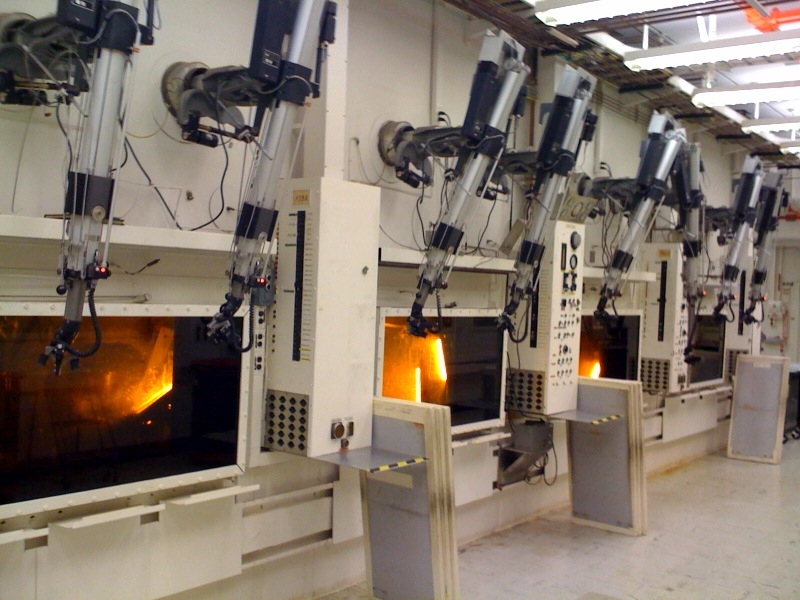
Celdas calientes en el Argonne National Laboratory. Cada celda se encuentra provista de una ventana blindada a las radiaciones y un par de telemanipuladores remotos.

Se denomina celda caliente a un recinto de contención provisto de blindaje a las radiaciones nucleares. La palabra "caliente" hace referencia a la radioactividad. Las celdas calientes son utilizadas tanto en la industria relacionada con la energía nuclear como en la de elaboración de radiofármacos. Las celdas calientes se utilizan para proteger a las personas de las radiaciones que emiten los isótopos radioactivos al contar con una caja estanca dentro de la cual los mismos pueden ser controlados y manipulados en forma segura.

## Industria nuclear
Las celdas calientes se utilizan para inspeccionar barras de combustible nuclear agotadas y para trabajar con otros elementos que son emisores de rayos gamma de alta energía. Por ejemplo, el procesamiento de isótopos para uso en medicina nuclear, después de haber sido irradiado en un reactor nuclear o acelerador de partículas, se llevaría a cabo en una celda caliente. Las celdas calientes presentan un riesgo de proliferación nuclear, ya que pueden usarse para llevar a cabo los pasos químicos utilizados para extraer el plutonio del combustible del reactor. El corte del combustible agotado, la disolución del combustible y el primer ciclo de extracción de un proceso PUREX de reprocesamiento nuclear (ciclo altamente activo) tendrían que hacerse en una celda caliente. El segundo ciclo del proceso PUREX (ciclo activo medio) podría realizarse en cajas de guantes.

## Industria de medicina nuclear

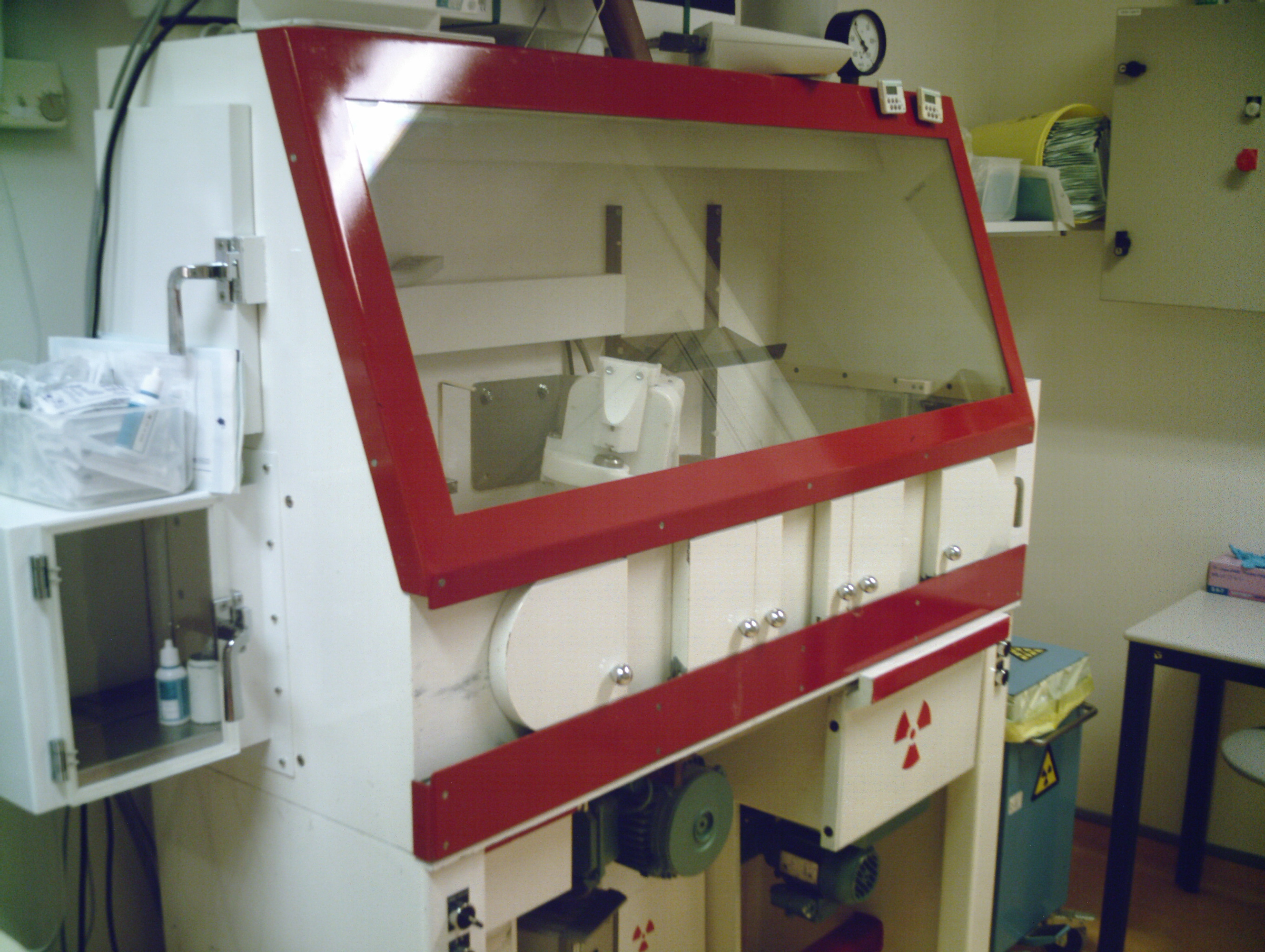
Celda caliente en un hospital utilizada para preparar Tecnecio-99m para ser utilizado en tomografía computada por emisión de fotones.

Las celdas calientes se usan comúnmente en la industria de elaboración de compuestos para medicina nuclear: 
- para la producción de radiofármacos, de acuerdo con las pautas GMP por parte de la industria 
- para la manipulación y distribución de radiofármacos a clínicas y hospitales. 
El operador de los procesos que se realizan en la celda caliente nunca debe estar sujeto a las radiaciones que emiten los isótopos radiactivos y, por lo tanto, generalmente hay un blindaje muy denso alrededor de las cajas de contención, que pueden estar hechas de acero inoxidable 316 u otros materiales como PVC o Corian. El blindaje por lo general está construido con plomo, hierro o materiales como el hormigón con agregado de hierro (con paredes que llegan a tener 1.5 m de espesor) o incluso tungsteno. La cantidad de radiactividad presente en la celda caliente, la energía de los fotones gamma emitidos por los radioisótopos y la cantidad de neutrones que forma el material prescribirán qué tan grueso debe ser el blindaje. Por ejemplo, una fuente de 1 kilocurio (37 TBq) de cobalto-60 requerirá un blindaje más grueso que una fuente de 1 kilocurio (37 TBq) de iridio-192 para proporcionar la misma tasa de dosis en la superficie externa de la celda caliente. Además, si se utilizan algunos materiales actínidos como el californio o el combustible nuclear agotado dentro de la celda caliente, entonces se puede necesitar una capa de agua o polietileno para reducir la tasa de dosis de neutrones.